# 圣朱利安勒鲁
圣于连勒鲁（法語：Saint-Julien-le-Roux，法語發音：[sɛ̃ ʒyljɛ̃ lə ʁu]）是法国阿尔代什省的一个市镇，位于该省东部略偏北，属于罗讷河畔图尔农区。

## 地理
圣于连勒鲁（44°52'22"N, 4°40'39"E）面积8.64 平方千米，位于法国奥弗涅-罗讷-阿尔卑斯大区阿尔代什省，该省份为法国东南部内陆省份，北起顺时针与卢瓦尔省、伊泽尔省、德龙省、沃克吕兹省、加尔省、洛泽尔省和上盧瓦爾省接壤。
与圣于连勒鲁接壤的市镇（或旧市镇、城区）包括：博夫尔、埃里约河畔迪尼耶尔、吉亚克和布吕扎克、埃里约河畔圣福蒂纳、锡亚克、维瓦赖地区韦尔努。
圣于连勒鲁的时区为UTC+01:00、UTC+02:00（夏令时）。

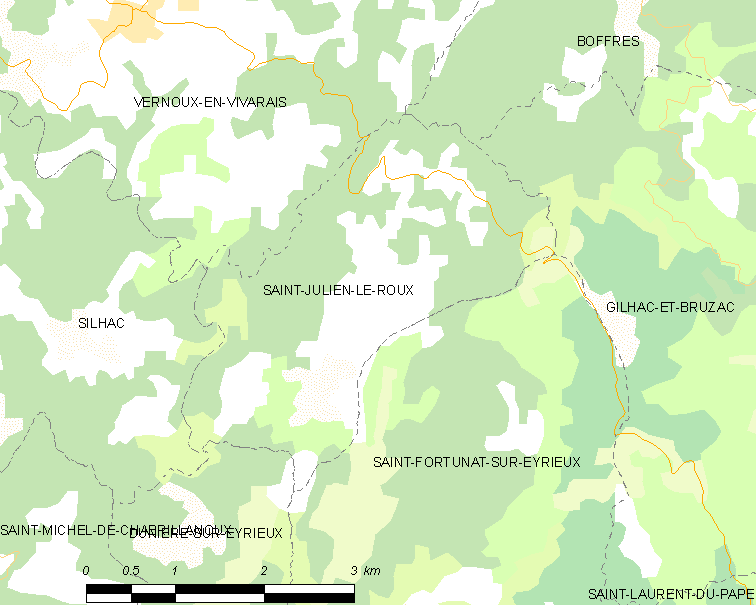
圣于连勒鲁的OSM定位图

## 行政
圣于连勒鲁的邮政编码为07240，INSEE市镇编码为07257。

## 政治
圣于连勒鲁所属的省级选区为罗讷-埃里约县。

## 人口

1962-2008年间圣于连勒鲁人口变化图示

圣于连勒鲁于2022年1月1日时的人口数量为125人。